# Othman Jerandi
Pour les articles homonymes, voir Othman.
Othman Jerandi (arabe : عثمان الجرندي), également orthographié Othman Jarandi, né à Hammam Lif, est un diplomate et homme politique tunisien.
Il occupe le poste de ministre des Affaires étrangères de mars 2013 à janvier 2014 puis de septembre 2020 à février 2023.

## Biographie

### Diplomate
Diplômé en communication, il commence sa carrière en 1979, sous le gouvernement du Premier ministre Hédi Nouira.  En 1981, il est nommé premier secrétaire à l'ambassade de Tunisie au Koweït, poste qu'il occupe jusqu'en 1988, avant de rentrer à Tunis pour devenir conseiller au cabinet du ministre des Affaires étrangères. Entre 1990 et 1994, il s'installe à New York où il occupe le poste de conseiller à la mission permanente de la Tunisie auprès de l'Organisation des Nations unies (ONU). Il devient ensuite ambassadeur de Tunisie à Lagos, accrédité au Nigeria, au Ghana, en Sierra Leone et au Liberia.
En 1998, il occupe le poste de directeur des affaires politiques, économiques et de la coopération avec l'Afrique à l'Union africaine, poste qu'il garde deux ans avant de devenir le représentant permanent adjoint de la Tunisie auprès de l'ONU, jusqu'en 2002. Il est élu par deux fois président de la commission de la condition de la femme.
De 2002 à 2005, il est ambassadeur de la Tunisie en Corée du Sud puis revient à Tunis où il occupe le poste de directeur général des conférences et organisations régionales, avant de devenir, en 2008, chargé de mission au cabinet du ministre des Affaires étrangères, puis ambassadeur en Jordanie en septembre 2010. Il occupe, dès août 2011, le poste de représentant permanent de la Tunisie auprès de l'ONU.

### Ministre des Affaires étrangères

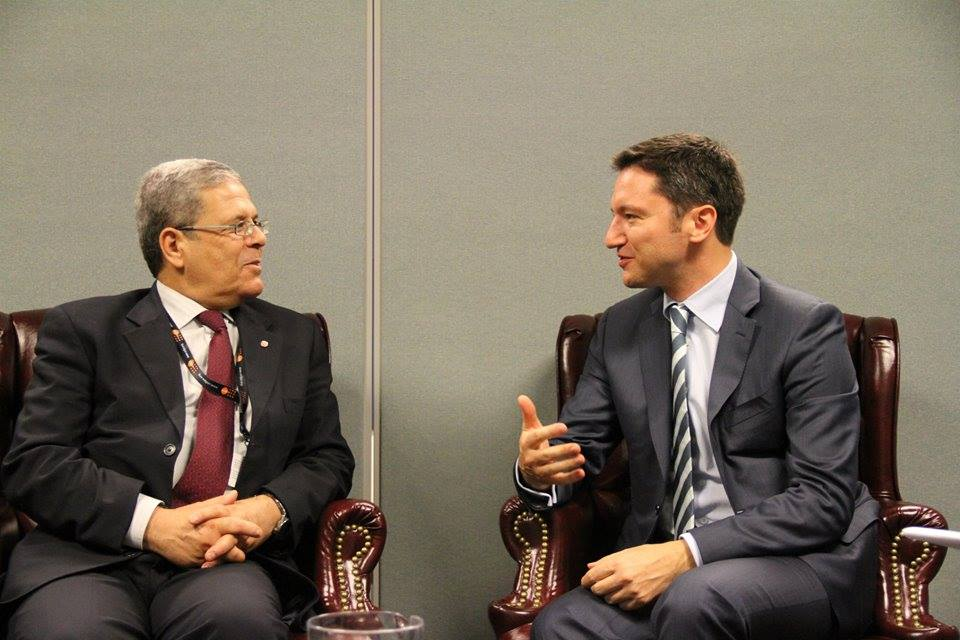
Othman Jerandi avec son homologue bulgare Kristian Viguenin en 2013.

Après que Hamadi Jebali échoue à former un nouveau gouvernement de technocrates à la suite de l'assassinat de Chokri Belaïd, Ali Larayedh est chargé d'en former un nouveau. Othman Jerandi est officiellement nommé ministre des Affaires étrangères dans la soirée du 8 mars 2013, après l'annonce de la liste définitive des membres du gouvernement au palais présidentiel de Carthage. Il est investi le 13 mars, succédant à Rafik Abdessalem. Il est assisté d'une secrétaire d'État chargée des Affaires africaines et arabes, Leïla Bahria.
Son nom figure sur la liste des ministres proposée par Hichem Mechichi, le 24 août 2020, pour reprendre la tête du ministère, ce qui est effectif le 2 septembre. Le 7 février 2023, la présidence de la République annonce son limogeage et son remplacement par Nabil Ammar.

### Premier conseiller à la présidence de la République
En 2020, il est nommé premier conseiller auprès du président de la République, Kaïs Saïed, chargé des Affaires diplomatiques,.

### Vie privée
Jerandi est marié et père de deux enfants.